# Front Mission (jeu vidéo)
 (juillet 2017).
Si vous disposez d'ouvrages ou d'articles de référence ou si vous connaissez des sites web de qualité traitant du thème abordé ici, merci de compléter l'article en donnant les références utiles à sa vérifiabilité et en les liant à la section « Notes et références ».
Front Mission (フロントミッション, Furonto Misshon en japonais) est un tactical RPG de la série des Front Mission. Sorti le 24 février 1995 sur Super Famicom au Japon, il a été développé et distribué par Square Co., Ltd..

## Front Mission 1st
Il s'agit d'un remake sorti en 2002 sur WonderSwan Color, en 2003 sur PlayStation, et le 22 mars 2007 au Japon, le 23 octobre aux États-Unis sur Nintendo DS ainsi qu'en 2022 sur Nintendo Switch.
Contrairement aux autres remakes, la version DS inclut de nombreuses références aux autres épisodes de la série. Ainsi Glen, un des personnages de Front Mission 5: Scars of the War, est de la partie, accompagné de Wanzers tirés des deux derniers épisodes PlayStation 2. Le jeu est jouable au stylet, et profite des deux écrans de la console.

## Les personnages
- Royd
- Sakata
- Natalie
- Keith
- J.J.
- Frederick Lancester
- Seeker Hans
- Yang
- PeeWee
- Paul

## Rééditions
- 2002 - Remake sur WonderSwan Color ;
- 2003 - Remake sur PlayStation ;
- 2007 - Remake sur Nintendo DS.
- 2022 - Remake sur Nintendo Switch.